# لاله واژگون کله‌ماری
لاله واژگون کله‌ماری گونه‌ای لاله واژگون است که در تیره سوسنیان قرار دارد. طرح این گل شطرنجی با پیش زمینه بنفش و گاهی سفید یک‌دست است. این گیاه بین ماه‌های مارس تا مه (اوایل بهار) گل می‌دهد. ارتفاع این گل بین ۱۵ تا ۴۰ سانتی متر است. لاله واژگون کله‌ماری بیشتر در اروپا می‌روید.